# Yamaha RD 350 YPVS
Die Yamaha RD 350 YPVS ist ein Motorrad des japanischen Herstellers Yamaha, das von 1983 bis 1990 produziert wurde.

## Geschichte
Insgesamt konnte Yamaha von der RD 350 auf dem deutschen Markt mehr als 22.000 Stück absetzen, davon entfällt etwa die Hälfte auf die YPVS-Modelle. Der erste Typ 31K der YPVS-Reihe wurde von 1983 bis 1984 gebaut. Die RD 350 YPVS unterscheidet sich vom Vorgängermodell RD 350 LC durch eine Walzensteuerung am Auslasskanal (Yamaha Power Valve System, kurz YPVS), ein stehendes Federbein (Monocross-Federung, 5-fach verstellbar), eine Scheibenbremse am Hinterrad, eine Lenkerverkleidung und einen Motorspoiler.
Im Rahmen der Modellpflege wurden 1985 die RD 350 N und RD 350 F vorgestellt. Die RD 350 N hat als Naked-Bike-Variante keine Verkleidung, die RD 350 F hingegen eine Vollverkleidung. Die Leistung des Motors wurde auf 46 kW (63 PS) gesteigert und war nun auch in den gedrosselten Varianten mit 37 kW (50 PS) oder 20 kW (27 PS) erhältlich. Diese beiden Modelle wurden bis 1989 gebaut. Danach stellte Yamaha aufgrund der zunehmend strengeren Abgasgesetzgebung den Vertrieb der großen Zweitaktmotorräder in Deutschland ein.
Neben Deutschland wurde in vielen Ländern ebenfalls wegen der Abgasbestimmungen der Verkauf beendet, zuerst Ende 1985 in den USA. Nach 1990 war das Modell RD 350 R (4CD) mit serienmäßiger Vollverkleidung und Doppelscheinwerfer nur noch in Brasilien, Italien, Spanien und Großbritannien erhältlich. Die RD 350 R wurde zuletzt bis 1995 in Großbritannien verkauft.

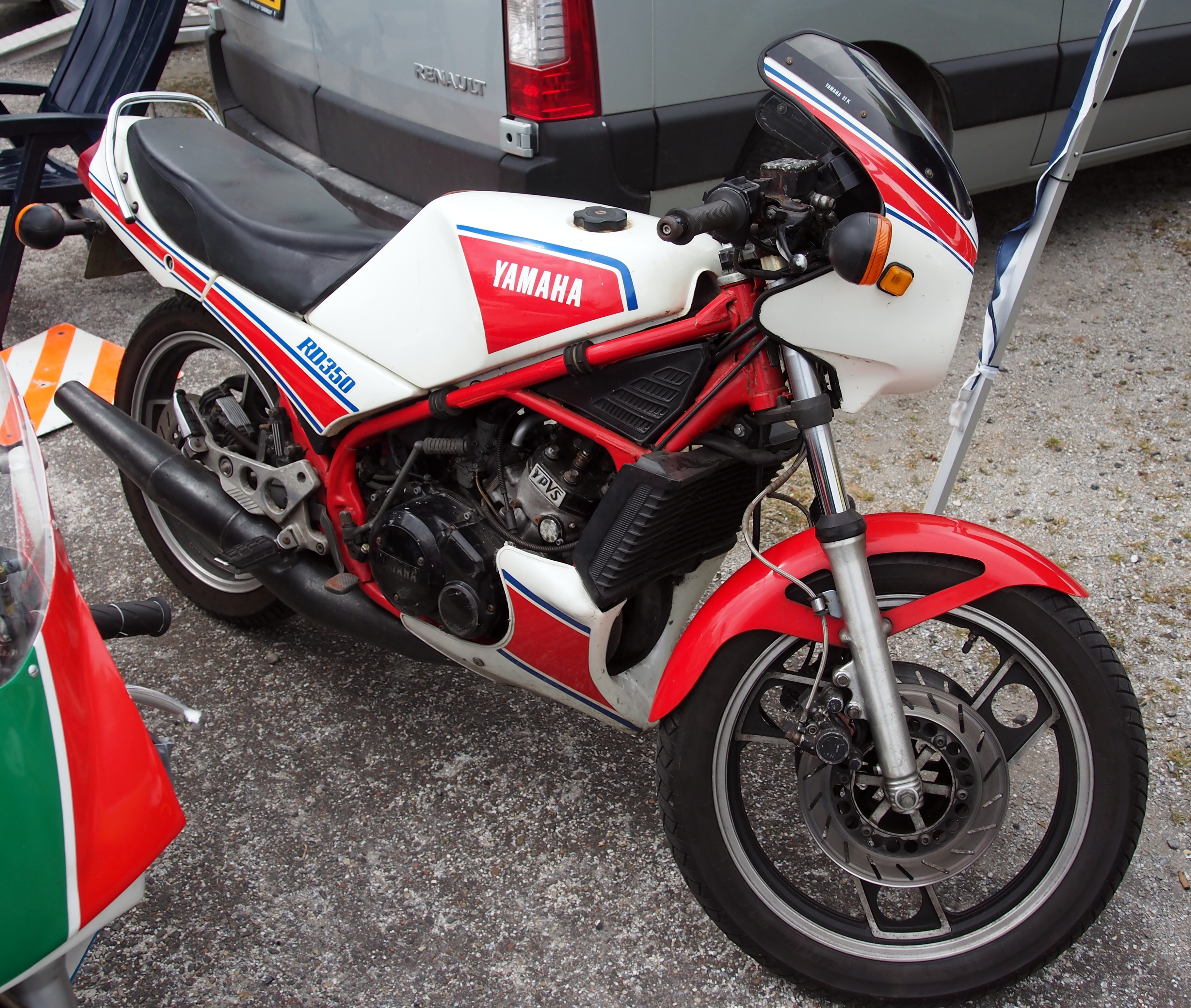
Yamaha RD 350 YPVS

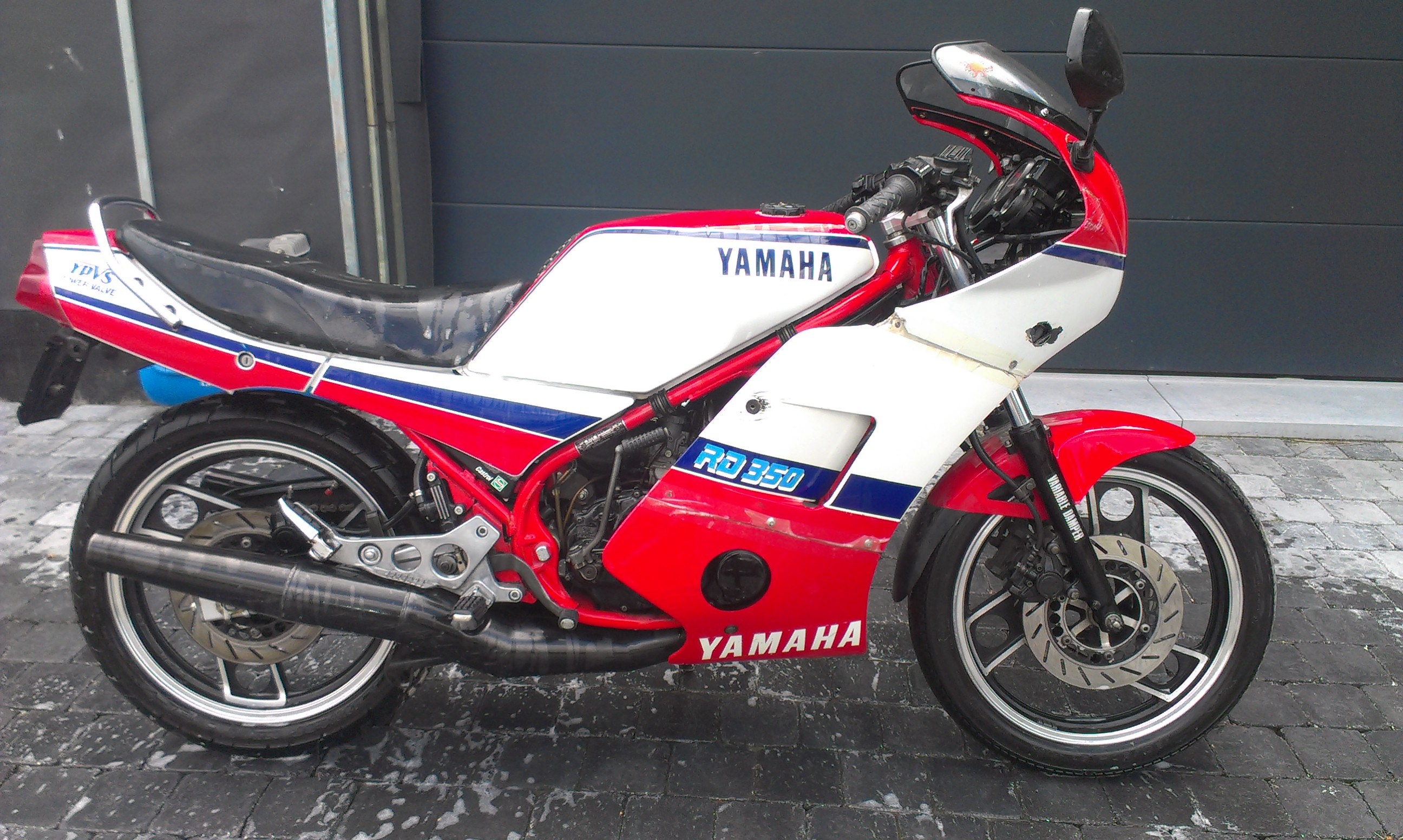
Yamaha RD 350 F (mit Vollverkleidung) von 1985

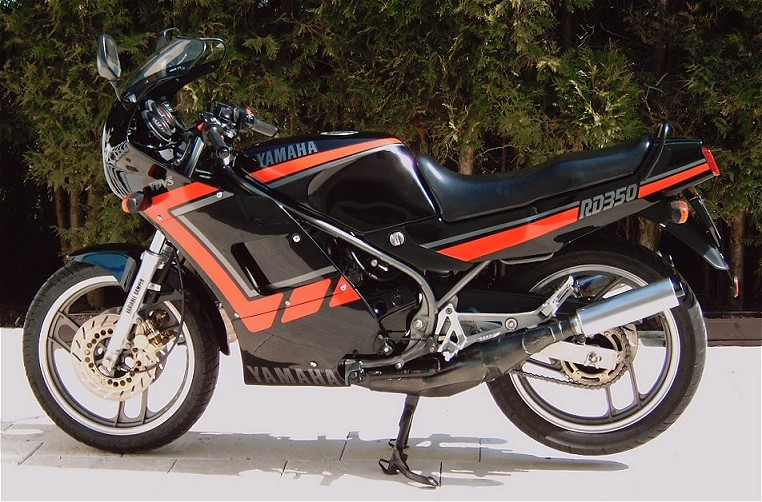
1WW von 1988

## Technik

### Fahrwerk
Die Bremsscheiben der RD 350 YPVS sind geschlitzt und bieten damit bei gleicher Größe ein besseres Bremsverhalten als bei den Vorgängermodellen.
Der Rahmen baut am Steuerkopf breiter, so breit wie der Tank. Die Vorderradgabel von Showa ist luftdruckunterstützt und lässt sich bei Bedarf straffer einstellen. Die Schwinge ist nicht mehr als Cantileverschwinge, sondern als Kastenschwinge mit Hebelsystem ausgeführt. Ab Werk wird die Schwinge in Bronzebuchsen gelagert.
Trotz der Verbesserungen des Fahrwerks neigt die RD 350 YPVS des Typs 31K immer noch zum Hochgeschwindigkeitspendeln.
Die Reifendimensionen waren: 90/90-18-51 H (vorn), 110/80-18-58 H (hinten)

### Motor

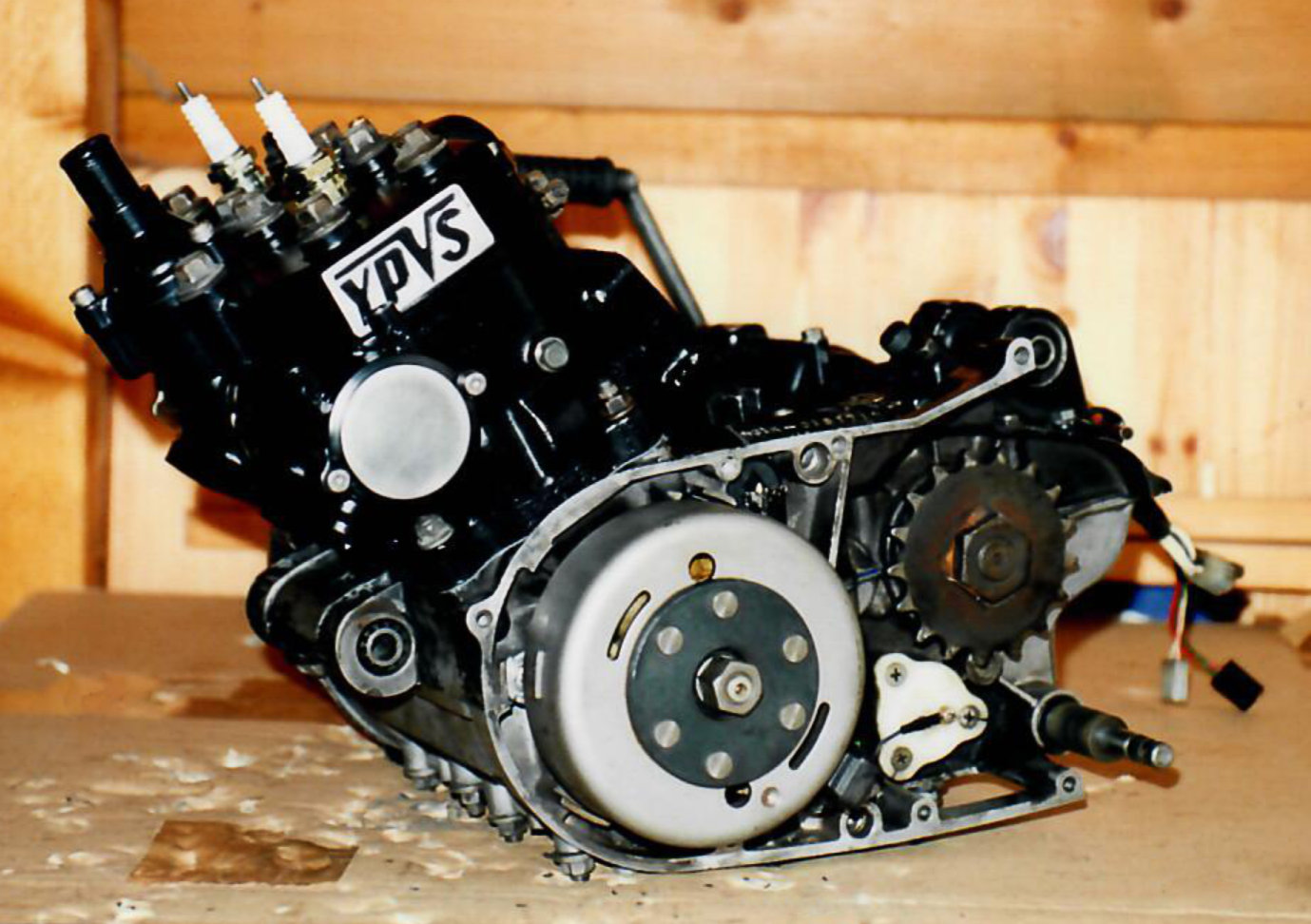
Motorblock der RD 350 YPVS 31K

Im Einlassbereich befinden sich zwei 26 mm Mikuni-Rundschiebervergaser, welche die Zylinder durch jeweils zwei Metallmembranen mit Kraftstoff versorgen. Bei der Gemischbildung wird über das Getrenntschmierungssystem lastabhängig Motoröl aus dem 2 Liter fassenden Ölbehälter zugeführt. Die Menge an Motoröl reicht für 700 bis 800 km. Das Verdichtungsverhältnis beträgt 6:1. Das Volumen des Tanks beträgt 20 Liter.
Eine wichtige Neuerung bei der RD 350 YPVS ist die variable Auslasssteuerung mit elektrisch verstellbaren Walzen (YPVS), die für eine gleichmäßigere Leistungsentfaltung im unteren und mittleren Drehzahlbereich sowie eine höhere Leistung im oberen Drehzahlbereich sorgen.
Im Gegensatz zu den Vorgängermodellen mit Unterbrecherkontakt verfügt die RD 350 YPVS über eine kontaktlose Zündung (CDI). Das Steuergerät der CDI steuert auch den Stellmotor für das YPVS.
Gestartet wird der Motor durch einen Kickstarter. Das niedrige Leergewicht (vollgetankt) von 164 kg und die hohe Leistung des Zweitaktmotors von 43 kW (59 PS) (bei Version 31k) ergeben ein Leistungsgewicht von 3,8 kg/kW. Damit ist eine Beschleunigung von 0 auf 100 km/h in 4,9 Sekunden möglich.

## Modelle
| Name       | Modell          | Bauzeitraum | Absatzmarkt                 |
| ---------- | --------------- | ----------- | --------------------------- |
| RD 350 LC2 | 31K             | 1983–1984   | Europa                      |
| RZ 350 LC2 | 33E             | 1983–1984   | Kanada                      |
| RZ 350     | 35G             | 1983–1984   | Australien                  |
| RZ 350 R   | 29K             | 1983        | Japan                       |
| RZ 350     | 48H/1EL         | 1984–1985   | USA                         |
| RD 350 N   | 1JF             | 1984–1985   | Europa                      |
| RD 350 F   | 57V             | 1984–1985   | Europa                      |
| RZ 350 R   | 1AG             | 1985        | Kanada                      |
| RZ 350 R   | 1AH             | 1985        | Australien                  |
| RZ 350 RR  | 52Y             | 1984–1985   | Japan                       |
| RD 350 N2  | 1UA/1XA/1XE     | 1986–1989   | Europa                      |
| RD 350 F2  | 1WT/1WW/1WX/1WU | 1986–1989   | Europa                      |
| RZ 350 F   | 1WY             | 1986        | Australien                  |
| RZ 350     | 1WV             | 1986–1987   | Kanada                      |
| RD 350     | 1YH             | 1986–1990   | Brasilien                   |
| RD 350     | 3FB             | 1988–1989   | Kanada                      |
| RD 350 F2  | 2UA             | 1988–1990   | Italien                     |
| RD 350 F2  | 2UA             | 1990        | Spanien                     |
| RD 350 R   | 4CD             | 1991–1992   | Brasilien, Italien, Spanien |
| RD 350 R   | 4CD             | 1992–1995   | Großbritannien              |